# Batalha do Lago Vadimo (310 a.C.)
A Batalha do Lago Vadimo foi lutada em 310 a.C. entre Roma e os etruscos e terminou sendo a maior batalha entre estas nações. Os romanos foram vitoriosos, ganhando terras e influência na região. Os etruscos suportaram baixas pesadas na batalha e nunca mais recuperariam sua glória anterior.